# Жужелица Лопатина
Жужелица Лопатина (лат. Carabus lopatini) — жук из семейства жужелиц. Эндемик островов Сахалин и Монерон. Видовое название дано в честь путешественника И. А. Лопатина.

## Описание
Жук длиной 33—39 мм. Голова и переднеспинка удлиненные, тёмно-бронзовой окраски. Надкрылья выпуклые темно-бронзового цвета с медно-красной боковой каймой. Скульптура надкрылий ячеистая, состоит из бугорков темно-бронзового цвета и темно-зеленых или медно-красных ямок.

## Распространение
Западное побережье острова Сахалин, на острове Монерон. Населяет горные районы острова Сахалин — хребет Сусунайский, Южно-Камышевский, Мицульский, Шренка. Южная граница ареала — Крильонский полуостров, окрестности реки Урюм и Тонино-Анивский полуостров — окрестности посёлка Новиково. Наиболее северное место находки вида — окрестности поселка Айнское. Наибольшее число находок отмечено в окрестностях города Чехова.

## Местообитание
Обитает в смешанных пихтовых лесах, реже заселяет заросли курильского бамбука, в горы поднимается на высоты до 950 м над уровнем моря. Отмечены находки вида в альпийском поясе.

## Биология вида
Жуки встречается с июня по сентябрь. Хищник-полифаг, питается преимущественно наземными моллюсками.
Яйцекладка в начале лета. Личинки развиваются до наступления осени. Окукливание на 35—60 день. Стадия куколки 11 дней. Имеет одногодичную генерацию. Зимуют имаго.

## Численность
Пик численности в начале июля. На Сахалине отмечены единичные экземпляры. В целом численность повсеместно низкая и постоянно сокращается вследствие уничтожения мест обитания, в результате хозяйственной деятельности человека, отлова жуков коллекционерами.

## Замечания по охране
Занесена в Красную книгу России (II категория — сокращающийся в численности вид)